# János Szapáry
 (juin 2015).
Si vous disposez d'ouvrages ou d'articles de référence ou si vous connaissez des sites web de qualité traitant du thème abordé ici, merci de compléter l'article en donnant les références utiles à sa vérifiabilité et en les liant à la section « Notes et références ».
Szapáry János Péter, né en 1757 à Pográny (aujourd'hui Pohranice en Slovaquie) et mort le 2 mars 1815 à Buda, est un écrivain spécialisé dans l'économie. Il est l’auteur de, entre autres, Divus Ivo in academica.... Il fut considéré[Par qui ?] comme un intellectuel hongrois réputé du Siècle des Lumières le marquis de Bombelles, le mentionne les 24 et 26 août 1790. Il est inhumé en mars 1815 à Ercsi à l'âge de 58 ans.

## Biographie
Pendant huit ans, Szapáry est précepteur suprême du grand-duc Alexandre Léopold von Habsburg-Lothringen (1772-1795), fils du palatin de Hongrie. Il obtient l'Inkolat (Landmanschaft)[Quoi ?] en Carniole (Krain) en 1790. Une pierre commémorative de 1790, située sous la voûte de l’horloge astronomique de Rijeka, est dédiée à Szapáry, patronus liberalissimus. Le 26 septembre 1781, sous sa présidence, en qualité de gouverneur de la ville de Rijeka, il est prévu de former la première communauté juive, en lui fournissant une réglementation officielle. 
Il est auteur, entre autres, de Divus Ivo in academica S. Joannis Baptistae basilica dictone panegyrica celebratus dum incl. facultas juridica regiae universitatis Tirnaviensis coram s. p. q. a. eidem divo titulari suo annuos honores ritu solemni persolveret....
Le 3 octobre 1792, János Szapáry épouse Wilhelmine von Clary und Aldringen (née le 12 janvier 1776 et morte 27 décembre 1838), dame de l'ordre de la Croix-étoilée le 3 mai 1793, fille de Philipp von Clary und Aldringen (1742-1795), chambellan en 1762, et de Barbara Schaffgotsche von Kynast-Greiffenstein (1750-1801). Ils seront parents d'une fille Leopoldina Szapáry (baptisée le 26 juillet 1794 à Laxenburg, Autriche, et morte le 3 mai 1866 à 72 ans), dame de l'Ordre de la Croix étoilée le 3 mai 1814. János Spech lui dédie en 1829 les pièces Drey Fugen, op. 39. Ses précepteurs furent l’archevêque d'Esztergom, docteur en beaux-arts et en philosophie, et Verseghy Ferenc (1757-1822), célèbre linguiste et poète. Mariée avec Ferenc, Pál comte Teleki de Szék, né le 20 avril 1790 à Budapest, mort le 8 mars 1853 à Vienne, secrétaire du Conseil de Lieutenance, fils de Sámuel Teleki de Szék (1739-1822) et de Franciska, Romana Serényi (1751-1833). Sans postérité.